# Sciaena
Sciaena, rod riba iz porodice sjenki (Sciaenidae). Postoje četiri vrste koje su rasprostranjene po istočnom Atlantiku i Pacifiku. U Hrvatskoj živi jedino Sciaena umbra, u obalnim područjima do dubine od 60 metara, a poznata kao kavala.

## Vrste
1. Sciaena callaensis Hildebrand, 1946
2. Sciaena deliciosa (Tschudi, 1846)
3. Sciaena umbra Linnaeus, 1758
4. Sciaena wieneri Sauvage, 1883

## Vanjske poveznice
|  | Zajednički poslužitelj ima još gradiva o temi Sciaena |
|  | Wikivrste imaju podatke o taksonu Sciaena             |